# اینو (آلاباما)
اینو (به انگلیسی: Ino) یک منطقهٔ مسکونی در ایالات متحده آمریکا است که در شهرستان کافی، آلاباما واقع شده‌است. اینو ۹۵٫۱ متر بالاتر از سطح دریا قرار دارد.